# Otto Zirnbauer
Otto Zirnbauer (* 18. September 1903 in Obernzell an der Donau; † 10. November 1970 in Passau) war ein deutscher Bildhauer und Restaurator.

## Leben und Werk

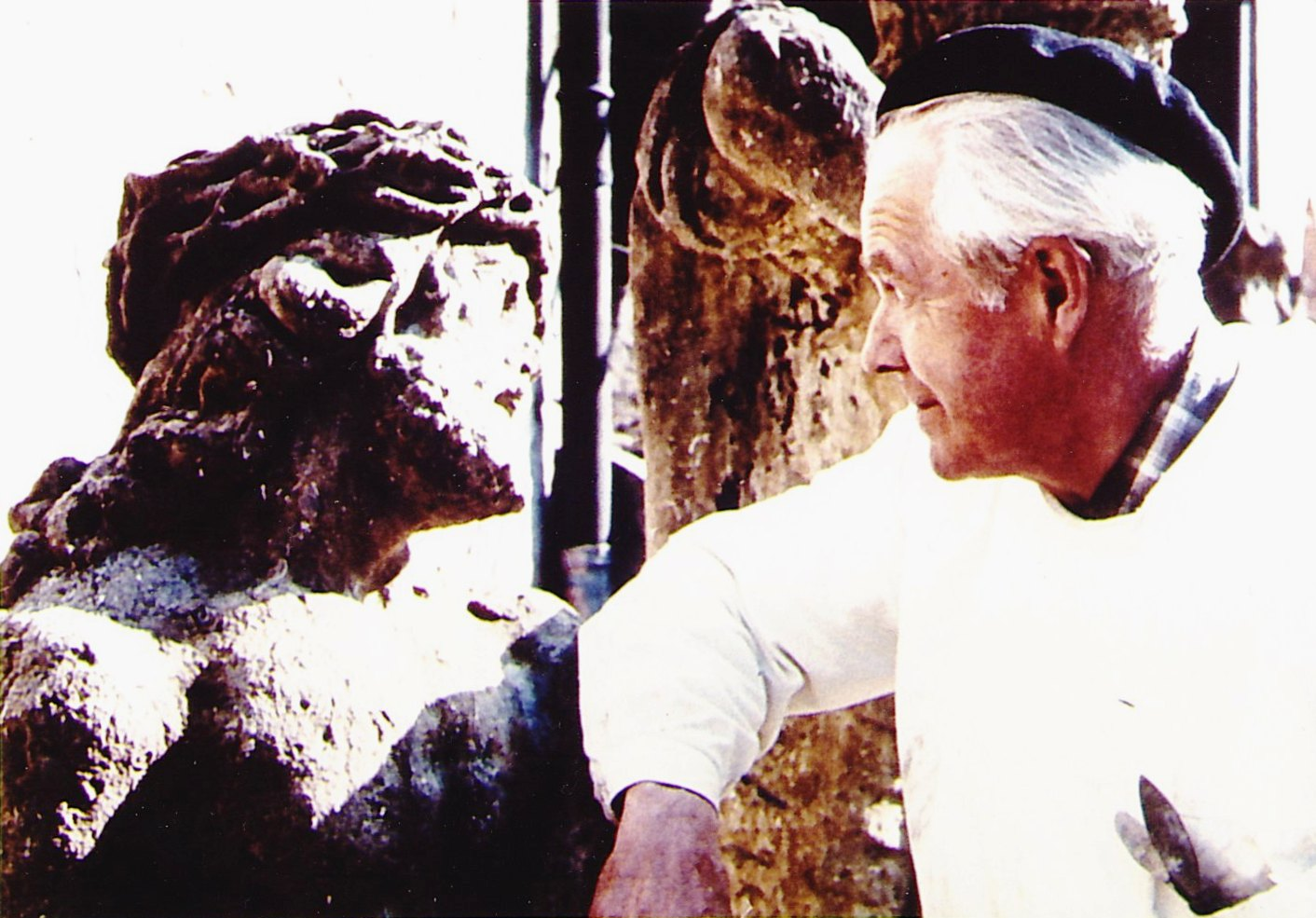
Otto Zirnbauer (1903–1970) bei der Restaurierung des Kreuzwegs Geiersberg, 1968

Otto Zirnbauer wurde am 18. September 1903 in Obernzell als viertes von fünf Kindern des Lederfabrikanten Franz Zirnbauer (1863–1936) und seiner Frau Hedwig geb. Hauer (1867–1918) geboren. Von 1919 bis 1921 ging er beim Bildhauer Franz Kruis in Passau in die Lehre. Im Anschluss daran besuchte er bis 1923 die Fachschule in Zwiesel. Danach war er 1924/25 Meisterschüler bei Franz Barwig d. Ä. an der Kunstakademie Wien.
Von 1925 bis 1928 arbeitete er in den Ostdeutschen Werkstätten in Neisse/Oberschlesien (Leiter: Richard Adolf Zutt) sowie von 1928 bis 1930 beim Bildhauer Arnold Hensler in Wiesbaden. Von 1930 bis 1932 war er an der von Cirillo Dell’Antonio geleiteten Meisterschule für Holzplastik in Bad Warmbrunn/Niederschlesien als Lehrer tätig. 1932 bis 1934 folgten  Einzelaufträge in Wiesbaden und er war Leiter eines "Kursus für handwerkliches Gestalten in Holz" in Girkhausen/Kreis Bad Berleburg/Westfalen. Daran schloss sich 1934/35 eine Tätigkeit bei der Bau- und Filmgruppe der UFA in Berlin an.
Zirnbauer übersiedelte 1935 als freischaffender Künstler nach Dresden. Dort entfaltete er eine rege Tätigkeit, vor allem als Garten-, Sakral- und Bauplastiker, unter anderem in Zusammenarbeit mit dem Kirchenbauer Martin Weber, dem Architekturbüro Lossow & Kühne und den Architekten Robert Witte, Adolf Muesmann und Josef Lamatsch von Waffenstein, die damals ihren Sitz in Dresden hatten. In Dresden lernte er 1935 Gertrud Kunz (1902–1992) kennen. Sie heirateten 1937. Am 12. Oktober 1940 wurde ihr Sohn Rainer geboren. 
1937 waren in einer Ausstellung christlicher Kunst im Staatlichen Kunstgewerbemuseum Dresden Schnitzwerke von ihm ausgestellt. Nachgewiesen ist in Dresden seine Teilnahme an folgenden Ausstellungen des Dresdner Künstlerbunds: der Ersten Ausstellung Kriegsjahr 1940, der Großen Dresdner Kunstausstellung im August 1941 sowie der Dezemberausstellung 1941 unter dem Titel Das Kunstwerk als Geschenk der Freude. 1942 waren in der Kunstausstellung der SA in Dresden seine Holzplastik "Die Liebenden" sowie das Zementrelief "Mutter und Kind" zu sehen. Zirnbauer war seit 1941 SA-Mitglied. Ausstellungen hatte er auch in München, Wiesbaden und Breslau.  
Am 24. März 1942 wurde Zirnbauer zur Wehrmacht einberufen und in den Kaukasus versetzt.  Sein Atelier samt zahlreicher Werke und die Wohnung am Hindenburgufer 12 (heute: Käthe-Kollwitz-Ufer) in der Johannstadt wurden bei der Bombardierung Dresdens am 13./14. Februar 1945 völlig zerstört.
Im Mai 1945 kehrte Zirnbauer aus amerikanischer Kriegsgefangenschaft zurück und baute sich eine neue Existenz als freischaffender Künstler in Passau auf. Er wohnte in der Postgasse 4 (heute: Luragogasse 4; 1945–1955), Postgasse 2 (1955–1958) und der Mozartstraße 19 (1958–1970). Das erste Atelier (ab 1945) befand sich in der Bräugasse 11 (Ateliergemeinschaft mit Ludovika Braun und Ivo Schaible), dann ab 1951 im Gartenhaus in der Postgasse 4. Ab 1955 bezog Otto Zirnbauer das dritte Atelier im Garten des Landbauamtes in der Passauer Innstadt (Neutorgraben) und arbeitete dort bis zu seinem Tod 1970. Hier entstanden vornehmlich Steinbildwerke für Kirchen, Brunnen, Fassaden sowie Krieger- und Grabdenkmäler. Dieses Gebäude wurde mittlerweile abgerissen.
Otto Zirnbauer war nicht nur Schöpfer eigener Werke, sondern zudem ein gefragter Restaurator. Unter anderem stellte er den Stuck in den Klosterkirchen Rinchnach, Aldersbach und Vornbach, in der Bischöflichen Residenz Passau und der Saldenburg wieder her und restaurierte zahlreiche Plastiken, beispielsweise die St.-Nepomuk-Statue von Joseph Carl Hofer von 1759 vor dem Waisenhaus Passau.
1949 war er Mitbegründer des Kunstvereins Passau e. V. Er trat 1951 der Künstlervereinigung Schlaraffia bei und wurde 1961 in die Lamplbruderschaft aufgenommen, die älteste noch bestehende deutsche Bürgervereinigung.
Ausstellungen mit Werken Otto Zirnbauers nach 1945 gab es beim Kunstverein Coburg (1950), in Schärding am Inn (1953), beim Kunstverein Passau (1964), in Fürstenzell (1965), in Obernzell (1966), im Städtischen Bodenseemuseum Friedrichshafen (1966) sowie im Kunst- und Gewerbeverein Regensburg (1967).
Otto Zirnbauer starb am 10. November 1970 nach schwerer Krankheit in Passau. Er ist auf dem Innstadtfriedhof (Waldfriedhof) bestattet. Die Grabstele schmückt ein Christusreliefporträt von seiner Hand.
Anlässlich seines hundertsten Geburtstags wurde 2003 im Passauer Stadtviertel Kohlbruck die Otto-Zirnbauer-Straße eingeweiht.

## Werke (Auswahl – chronologisch)

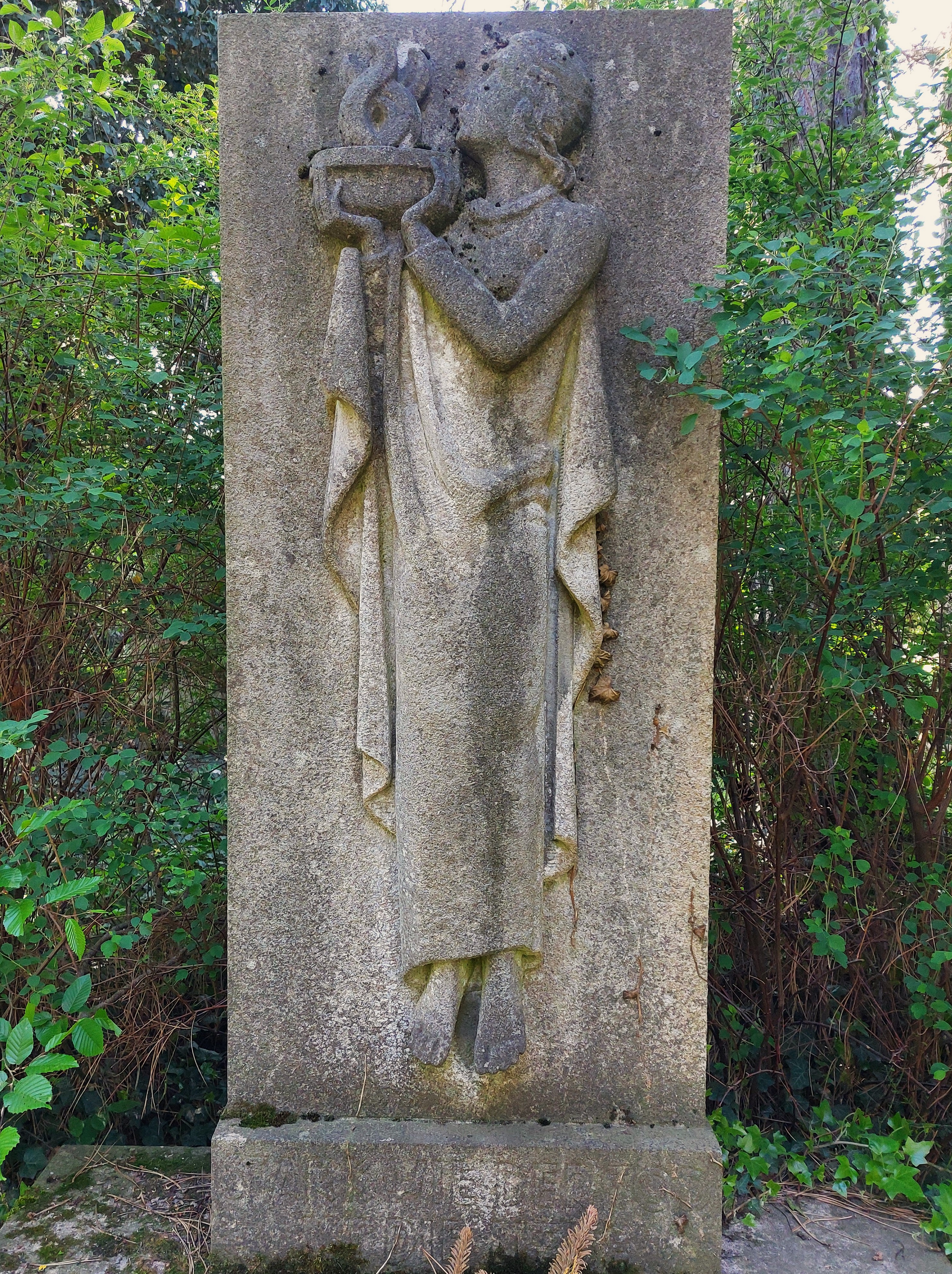
Aufschwebende Seele – Grabmal der Familie Jokisch auf dem Leipziger Südfriedhof (1938; Zustand: Mai 2025), Text auf Sockel: "Stark wie der Tod ist die Liebe"

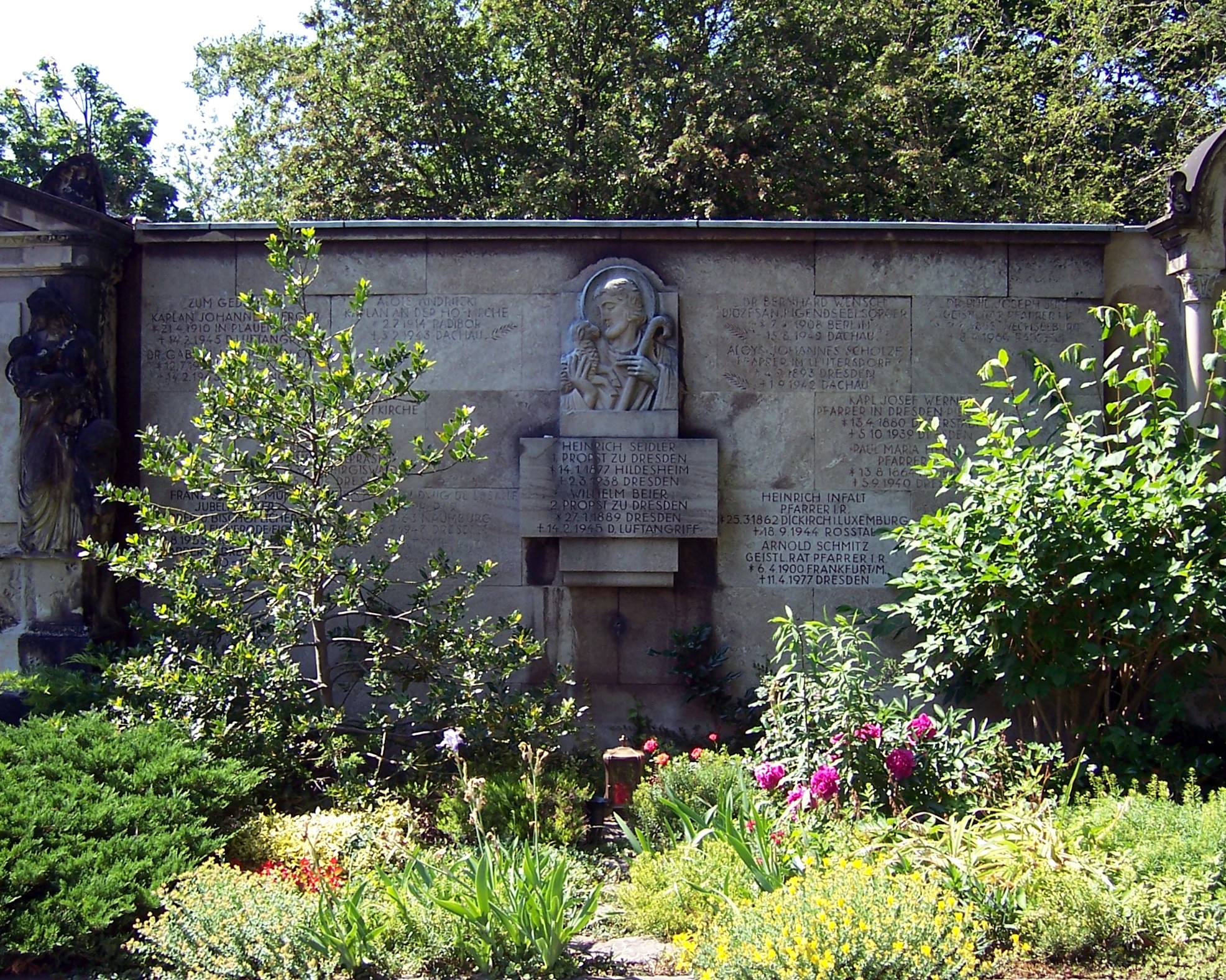
Guter Hirte, 1939 – Priestergruft I, Alter Katholischer Friedhof Dresden

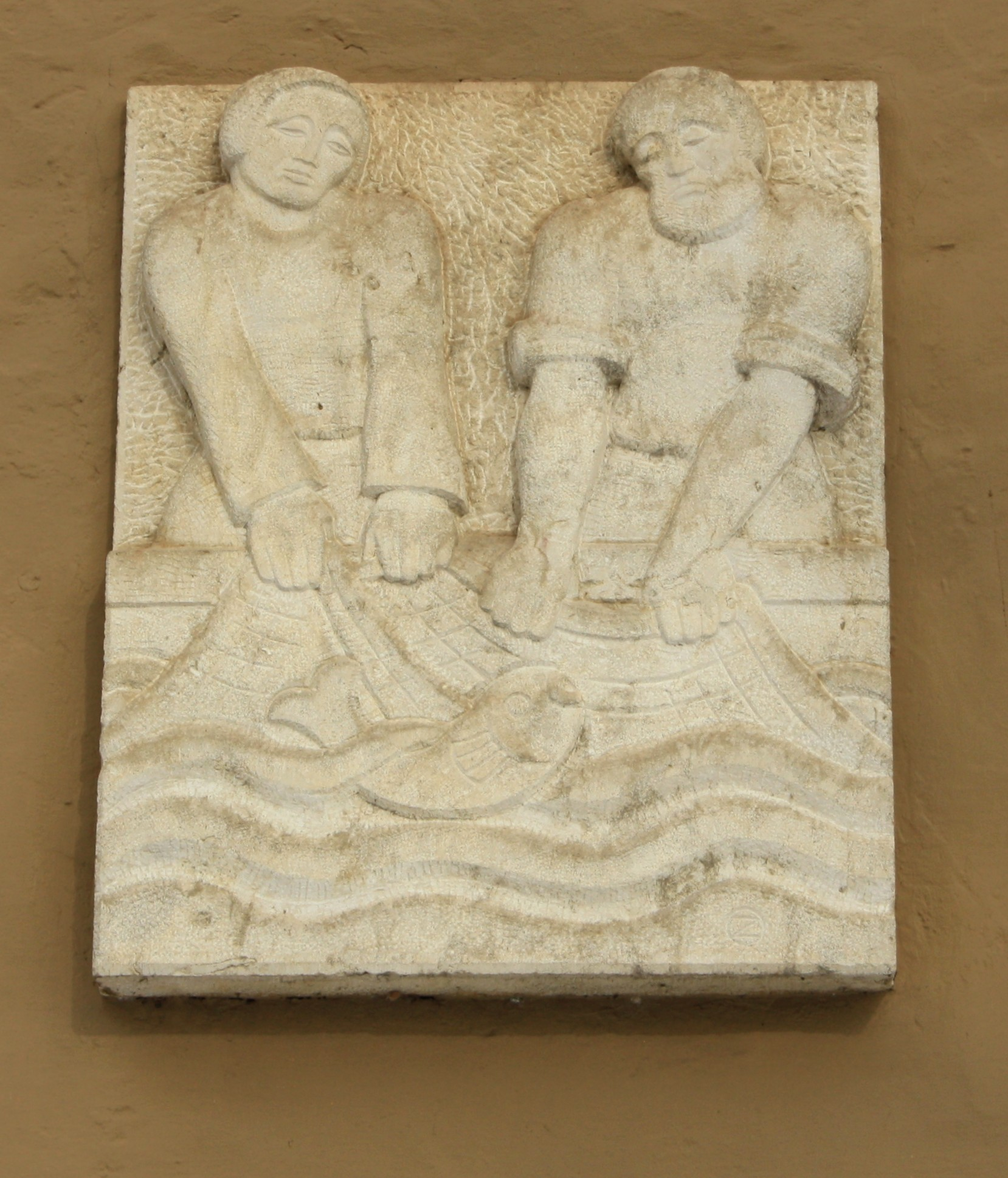
Fischer, 1956 – Obernzell

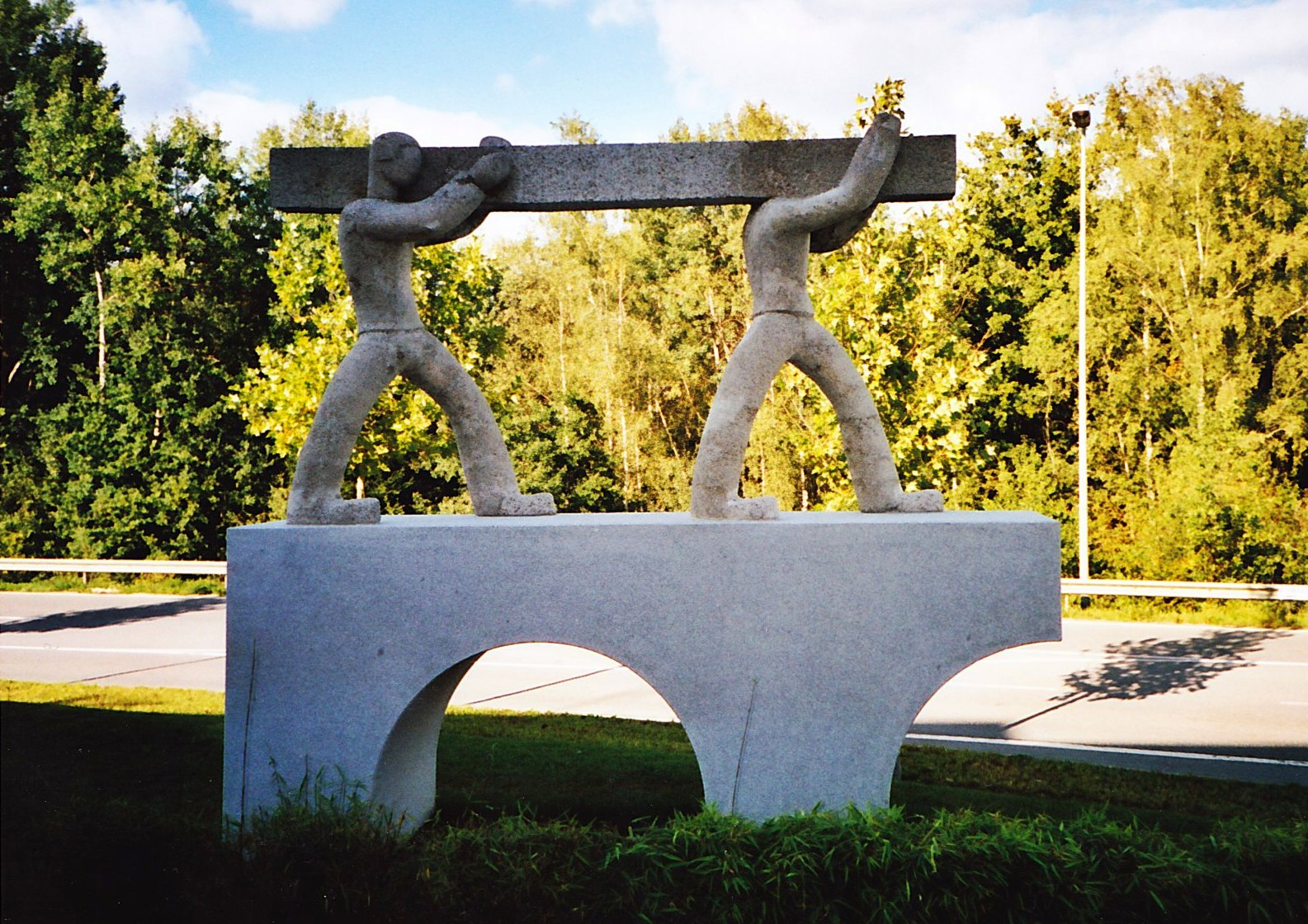
Balkenträger, 1966 – Denkmal für die Pionierkaserne Passau, am neuen Standort Dreiländerhalle Passau, 2006

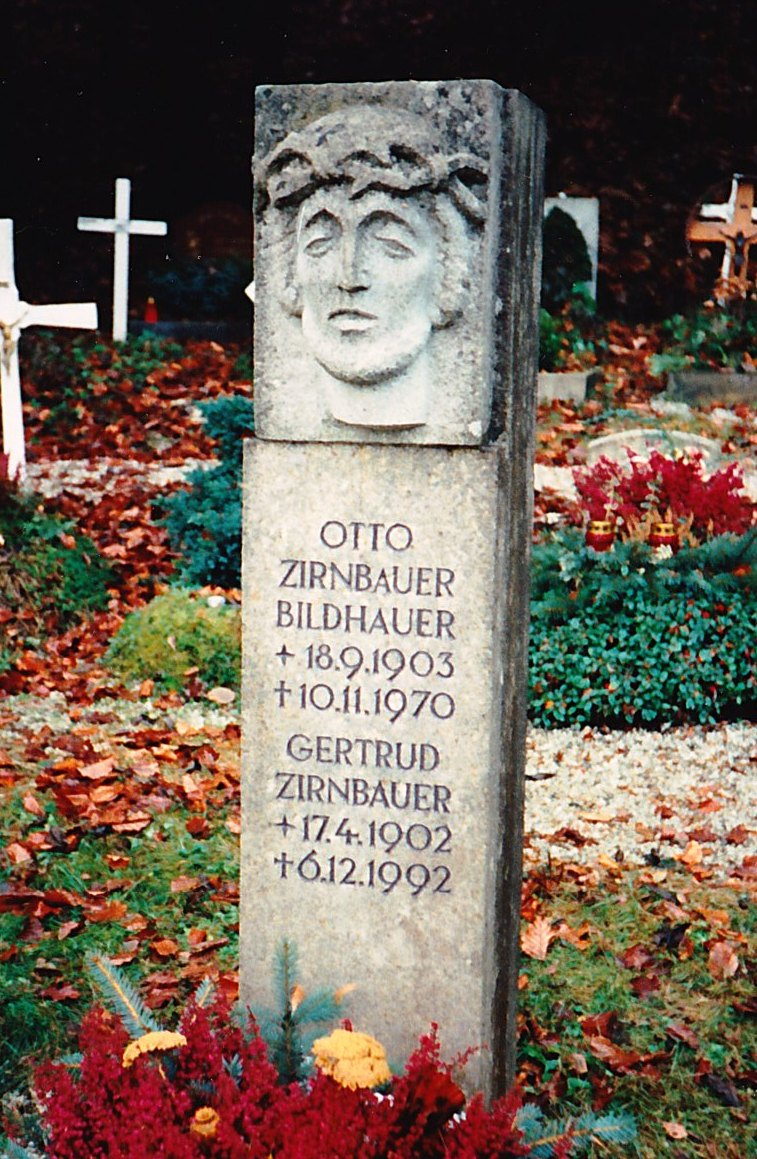
Otto Zirnbauers Grab auf dem Innstadtfriedhof Passau mit einem von ihm geschaffenen Christusportrait

- Putto, Majolika, Standesamt Neisse, ca. 1925/26 – im Krieg zerstört[27]
- St. Nicolaus und Maria in rosis, Nikolausplatz, Neisse, Reliefs, Majolika, Höhe ca. 150 cm, 1926[28]
- Stigmatisation des Hl. Franziskus, Fayence, Höhe 35 cm, ca. 1925–27 – Verbleib unbekannt[29]
- Hausaltärchen: Kreuzigungsgruppe, Terrakotta, Höhe 30 cm, ca. 1925–27 – Verbleib unbekannt[30]
- St. Hubertus, Majolika, ca. 1925–28 – Verbleib unbekannt[31]
- Johannes, Plastik, Terrakotta, ca. 1925–28 – in Privatbesitz[32]
- Jäger, Ofeneinsatz, Majolika, ca. 1925–28 – Verbleib unbekannt[33]
- Barbara, Madonna, Bergmann, Bauer (oder: Bäuerin), Bauplastiken an Außenfassaden in Rokitnitz bei Beuthen/Zabrze, Majolika, ca. 2 m, ca. 1925–28,[34]
- Hlg. Josef, Holz, lebensgroß, 1927 – Verbleib unbekannt[35]
- Christus, Friedhofskapelle Erbenheim, Lindenholz, ca. 1932–35
- Kind mit drei Fischen, Gartenplastik, Kunststein, Deutsche Gartenbau-Ausstellung Berlin 1933 – vermutlich im Krieg zerstört
- Kreuzigung und Auferstehung, Priestergrabmal Katholischer Klerus, Frankfurt am Main, Blaubank, ca. 1935–42
- Hl. Geist, Taufstein, Dresden, ca. 1935–42
- Bär, Privathaus am Großen Garten, Dresden (Architekt: Lossow & Kühne), ca. 1942
- Pismännchen (Kunststein) sowie je ein Wappen von Bayern und Dresden (Holz), Löwenbrauerei Dresden/Biergarten am Hauptbahnhof, ca. 1935–42 – vermutlich im Krieg zerstört
- Ente sowie drei Vogeltränken im Rosengarten für die Reichsgartenschau in Dresden 1936 – vermutlich im Krieg zerstört
- Madonna, Holz, Pfarrkirche St. Georg, Heidenau, ca. 1937
- Schutzmantelmadonna (Lindenholz, Höhe 2,20 m);[36] Evangelisten-Symbol, Relief an der Kanzel (Solnhofer Schiefer, 1,40 × 1 m)[37], St. Adalbert, Königsberg, 1938/39 – im Krieg zerstört
- Trägerbalken Pange lingua, St. Bonifatius, Wiesbaden (Architekt: Martin Weber), Kiefernholz, ca. 1938[38]
- St. Barbara, Plastik über dem Hauptportal der Pfarrkirche St. Barbara, Niederlahnstein (Architekt: Martin Weber), Trierer Sandstein (Höhe 3,20 m), 1938[39]
- Guter Hirte, Priestergruft I Alter Katholischer Friedhof Dresden, 1939[40]
- St. Christophorus, Bad Brambach, Kunststein, ca. 1935–1939[41]
- Hl. Geist, Katholische Hofkirche Dresden, Holz, 1940[42]
- Madonna im Rosenhag (Lindenholz, Höhe 5 m) sowie Trauungsgestühl Adam und Eva und Hochzeit von Kanaa (Eiche), Pfarrkirche St. Bartholomäus, Frankfurt-Zeilsheim (Architekt: Martin Weber), 1940/41[43]
- St. Elisabeth, Katholische Pfarrkirche St. Elisabeth, Sondershausen, Holz, 1941[44]
- Ehrenmal, Seminar St. Stephan, Passau, Lindenholz, 1945
- Messbuch-Pult, Dom St. Stephan, Passau, Eichenholz, 1945
- Herz-Jesu-Statue, Dom St. Stephan, Passau; Speisaltar, Holz, 1945 – wurde später im Rahmen einer Neugestaltung des Innenraums entfernt[45]
- Anna-Selbdritt, Heilige Familie, Johannes der Täufer, Ilzstadtkirche Passau; Nebenkapelle, Terrakotta, 1945
- Madonna, Relief, Propstei Passau, Donaukalkstein, 1946
- Hl. Maria und Hl. Nikolaus, Pfarrkirche St. Nikolaus in Haag, Hauzenberg, Lindenholz, 1947[46]
- Madonna, Kapelle in Wolfstein bei Freyung, Holz, 1947
- Vier Evangelisten, Lektionspult, Dom St. Stephan, Passau, Eichenholz, 1947 – wurde später im Rahmen einer Neugestaltung des Innenraums entfernt
- Vier Lebensalter, Brunnen, Friedhof Simbach am Inn, 1948[47]
- Hochaltar Glaube, Hoffnung, Liebe sowie weitere Bildwerke, Kirche Karlsbach, Lindenholz, 1948/49[48]
- St. Christopherus, Viechtach, Lindenholz (Höhe 2,20 m), 1949
- Hochaltar und Madonna mit Engelsgruppe, Hals (Passau), Lindenholz, 1949[49]
- Schwalbennest, Schlussstein, Schule Auerbach/Passau, Kunststein, 1949
- Festabzeichen für den 74. Deutschen Katholikentag 1950 in Passau, Blech[50]
- Innschiffer (Granit) sowie österreichisches und deutsches Wappen (Juramarmor), Zollamt Simbach am Inn, 1950[51]
- St. Josef, Seminar St. Stephan Passau, Lindenholz, 1950
- Muttergottes, Relief, Dorfbach (Ortenburg)/Lughof-Kapelle, Eichenholz, 1951[52]
- Kopie der Brüggemann-Madonna von 1521 für St. Marien, Bordesholm, Lindenholz, 1953/54[53]
- Dohle, Finanzamt Deggendorf, Muschelkalk, 1953
- Portal-Relief, Industrie- und Handelskammer Passau, Granit, 1953[54]
- Ehrentafel, Landwirtschaftsschule Passau, Lindenholz, 1953
- Kopie von Statue und Säule des Jakobsbrunnens von 1688 für den Stadtplatz in Straubing, Eberwiesener Donaukalkstein, 1955[55]
- Restaurierung der Dreifaltigkeitssäule, Straubing, 1955
- St. Michael, Humanistisches Gymnasium Passau, Kunststein, 1955
- Fischer, Relief, Pumpwerk Obernzell, Kalkstein, 1956
- Klingenschmied und Familie, Hauszeichen Stantlerstraße/Passau, Reliefs, Blaubank-Muschelkalk[56]
- Gnadenstuhl, Kirche Eberhardsreuth, Lindenholz, 1957
- Tiburtius-Brunnen, Marktplatz in Straubing, Donaukalkstein, 1957[57]
- Restaurierung der St. Nepomuk-Statue von Joseph Carl Hofer (1759) vor dem Waisenhaus Passau, 1957[58]
- Kopie der St. Nepomuk-Statue von Joseph Carl Hofer (1759) am Donauradweg unterhalb der Burg Krempelstein, Kalkstein, 1957[59]
- Lesende, Relief, Schule St. Anton Passau, Kalkstein, 1957[60]
- Schutzmantelmadonna Marienheim Passau, Kunststein, 1957[61]
- Priestergrabmal, Karlsbach (Waldkirchen), 1957
- Drei Gedenktafeln (Schloss, Goldenes Schiff, Tilly), Obernzell, Schiefer, 1958
- Abendmahl, Priestergrabmal, Innstadtfriedhof Passau, Kunststein, 1958
- Madonna, St. Valentin Passau, Holz (Höhe 1,80 m), 1958
- Tauben, Brunnen, Friedhof Vornbach am Inn, Kalkstein, 1959
- Trinkende, Relief, Wasserwerk Kohlbruck, Granit, 1959
- Porträt-Relief Abt Theoderich, Untergriesbach, Juramarmor, 1959[62]
- Marienleuchter, Kirche Erkersreuth, Holz, 1960
- Adlerpult, Kirche Untergriesbach, Eichenholz, 1960
- Weihwasserbecken, St. Nikola Passau, Hauskapelle der Deutschordensschwestern, 1960[63]
- Kreuzweg, Kirche Eberhardsreuth, Terrakotta, 1960
- Hundsreib’n, Stuckrelief Außenfassade Ecke Große Klingergasse/Bratfischwinkel, Passau, 1960 – bei der Renovierung des Gebäudes im Herbst 2009 wurde das Kunstwerk zerstört[64]
- Auersberg-Wappen über der Bühne im Stadttheater Passau, Lindenholz, 1960/61[65]
- Pièta und Weihwasserbecken, Kirche Neukirchen vorm Wald, Lindenholz, 1960
- Wappen der Gemeinde Hals, Wasserturm Ries, Granit, 1961
- Wappen Deutsch-Orden, St. Nikola Passau, Kunststein, 1961
- Flurbereinigungs-Denksäule, Schiefweg, Granit, 1961
- Fischzug Petrus und Kanzel, Kirche Germannsdorf, Stuck, 1961
- Urochse, Kaserne Freyung, Kunststein (Höhe 3,40 m), 1962[66]
- Ur, Oberhausmuseum Passau/Neue Sammlung, Muschelkalk (22 cm), 1962
- Donau-Waller-Brunnen, Obernzell, Kunststein, 1962
- St. Gunther, Kirche Rinchnach (Außenfassade), Kunststein (Höhe 3,05 m), 1962[67]
- Goldener Steig, VDK-Heim Waldkirchen, Granit, 1963
- Priestergrabmäler in Lalling und Schwanenkirchen, Granit, 1963
- Großgmainer Madonna, Plakette für Großgmain/Salzburger Land, Terrakotta, 1963
- Verdienstmedaille der Stadt Passau, Bronze, 1964[68]
- Restaurierung Christus an der Geißelsäule, Untergriesbach, 1964
- Peter-Griesbacher-Gedenktafel, Egglham, Sandstein, 1964[69]
- Geschlechter-Tafel, Haselbach (Niederbayern), Untersbergermarmor, 1965
- St. Nepomuk-Brunnen, Pfarrhaus Untergriesbach, 1965
- Balkenträger, Pionierkaserne Passau, Kunststein, 1966 – Nach Auflösung der Kaserne 1997 wurde die etwa drei Meter hohe Skulptur beim Umsetzen stark beschädigt; nach Restaurierung durch den Bildhauer Christian Zeitler steht sie seit 2006 an der Pionierstraße nahe der Dreiländerhalle in Passau-Kohlbruck[70]
- Stadtsiegel Passau, Bronze geprägt, 1966
- Mariensäule (Kopie der Figur von Joseph Ignaz Reisser von 1712), Kirchplatz Vornbach, Stein, 1967[71]
- Schutzmantelmadonna, Münster (Steinach), Kunststein, 1967
- Uhus, Durchgang Kleiner Exerzierplatz zu St. Nikola Passau, Relief Stein, 1967[72]
- Blasius, Grabengasse/Passau, Kunststein, 1967[73]
- Altar St. Gertraud (Passau) (Entwurf: Porsky, Ausführung: Zirnbauer), 1968
- Restaurierung Kreuzweg Geiersberg, Deggendorf, 1968
- Pinguinpyramide, Brunnen, Garten Seniorenheim Mariahilf, Passau, Bronze, 1968[74]
- Fischbub, Brunnenfigur im Hof des Schlosses Griesbach, Stein, 1969

Kriegerdenkmäler von ihm stehen in Neuhaus am Inn (1946), Passau (Humanistisches Gymnasium, 1954), Passau-Auerbach (1955), Neureichenau (1955), St. Georg/Waldkirchen (1956), Schaibing (Untergriesbach) (1957), Germannsdorf (1957), Ries (Passau) (1958), Büchlberg (1962).
Er schuf zahlreiche Privatgrabmäler, u. a. für Dr. Hensler (Auferstehender, Heidelberg), Jokisch (Aufschwebende Seele, Kreusheimer Muschelkalk, Höhe 2,20 m, Leipziger Südfriedhof, 1938), Prager (Innstadtfriedhof Passau/Waldfriedhof, 1946), Stockbauer-Gruft (Pièta, Innstadtfriedhof Passau, 1949), Raffalt (Innstadtfriedhof Passau/Hochfriedhof, 1949 – später entfernt), Prof. Burger (Innstadtfriedhof Passau, 1951), Hofbauer (Straubing, 1952), Dirian (Obernzell, 1953), Anetzeder (Betende Hände, Obernzell, 1953), Baumgärtler (Christuskopf, Innstadtfriedhof Passau, 1953), Grimm (Innstadtfriedhof Passau, 1955), Professor Seitz (Innstadtfriedhof Passau, 1956), Schuhbauer (Bogenberg, 1959), Oberneder (Untergriesbach, 1960), Landrat Donderer (Auferstehung, Obernzell, 1963), Ramisch (Betende Hände, Innstadtfriedhof Passau, 1966), Dr. Eser (Auferstehender, Innstadtfriedhof Passau, 1967), Syndikus Dr. Bauer (Innstadtfriedhof Passau, 1969).
Hinzu kommen zahlreiche Hauszeichen an privaten wie öffentlichen Gebäuden aus den Jahren 1945–1968 im Raum Passau sowie Garten- und Kleinplastiken, Holzschnitte und Aquarelle in Privatbesitz aus den Jahren 1925–1970 unter anderem in Berlin, Dresden, London, München, Passau, St. Gallen und Wiesbaden.
Eine vollständige Werkliste befindet sich in Familienbesitz.